# Laytonsville
Laytonsville è un comune degli Stati Uniti d'America, situato nello Stato del Maryland, nella contea di Montgomery.